# Índice de gobernanza mundial

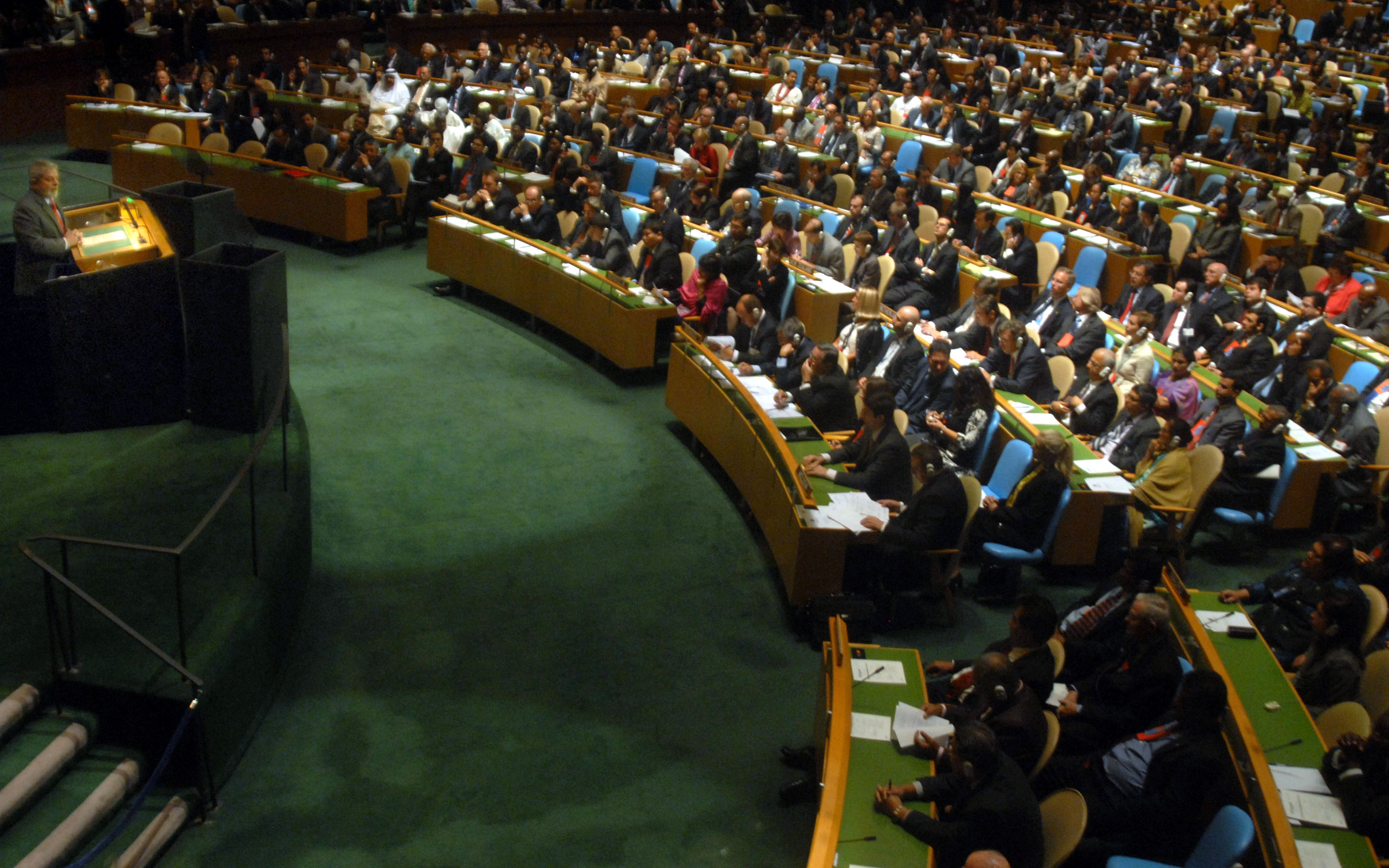
Asamblea general de las Naciones Unidas, donde se toman decisiones relativas a la gobernanza mundial

El Índice de gobernanza mundial (WGI por las siglas de su denominación en inglés, World Governance Index) es un indicador desarrollado en 2008 por el Foro para una Nueva Gobernanza Mundial (FnWG por sus siglas en inglés). Pretende proporcionar, año a año, una imagen precisa de la situación de la gobernanza mundial y de su evolución. Basándose en las posiciones de cada país individual y del mundo en general en términos de gobernanza, este índice se propone que quienes están a cargo de la gobernanza hagan las preguntas apropiadas cuando piensen en soluciones a uno de los principales problemas del siglo XXI. 
Por ejemplo cuestiones como la Guerra comercial entre China y Estados Unidos o el cambio climático derivan de una mala gobernanza mundial. El administrador del Programa de las Naciones Unidas para el Desarrollo (PNUD), Achim Steiner, declaró en 2019: «Creo que existe la clara necesidad de mejorar la gobernanza y la creación de instituciones, porque los países en los que los Gobiernos no funcionan, tarde o temprano se desmoronan.»
El Índice de gobernanza mundial no debe confundirse con el Índice de buen gobierno, elaborado por otra institución y que utiliza indicadores análogos, pero combinados de forma diferente.

## Antecedentes
Desarrollar un conjunto de indicadores para producir un indicador de gobernanza mundial es una tarea larga y compleja. La idea es medir un concepto contemporáneo todavía muy lejos de la estabilidad, a pesar de que:
- está históricamente arraigado,
- hay marcos en los que se aplica actualmente,
- lo aplican actores identificados,[4] y
- existe acuerdo sobre sus problemas (los de la gobernanza mundial en sí, no los del concepto).[5][6]

Basándose en el trabajo de la Declaración del Milenio, que en las Naciones Unidas suscitó un consenso sin precedentes entre los jefes de Estado y de gobierno que la adoptaron en el año 2000, un equipo de investigadores del FnWG, formado por Gustavo Marín, Arnaud Blin y Renaud François, centró su investigación en los 5 conceptos principales que definen el marco de aplicación de la gobernanza mundial y constituyen objetivos clave para alcanzarlos en 2015:
- Paz/seguridad
- Democracia/Estado de Derecho
- Derechos humanos/participación política
- Desarrollo sostenible
- Desarrollo humano

## ¿Cuál es el propósito de un indicador de gobernanza mundial?
El equipo de investigación consideró su misión con 2 objetivos en mente:
- El primero era crear un indicador de gobernanza mundial que proporcionara una imagen general de esta gobernanza en un tiempo T, basándose en los datos obtenidos para los 179 países incluidos en la encuesta. El WGI combina 5 indicadores, formado cada uno de ellos por 13 subindicadores, que a su vez se componen de 37 índices. Estos índices se seleccionaron entre las mejores bases de datos disponibles. Los proporcionan fuentes reconocidas por su calidad, seriedad y fiabilidad.

| Indicador                               | Subindicador                                | Índice                                             |
| --------------------------------------- | ------------------------------------------- | -------------------------------------------------- |
| Paz/seguridad                           | Seguridad nacional                          | Conflictos                                         |
| Paz/seguridad                           | Seguridad nacional                          | Refugiados/buscadores de asilo                     |
| Paz/seguridad                           | Seguridad nacional                          | Personas desplazadas                               |
| Paz/seguridad                           | Seguridad ciudadana                         | Clima político                                     |
| Paz/seguridad                           | Seguridad ciudadana                         | Métrica de confianza                               |
| Paz/seguridad                           | Seguridad ciudadana                         | Delito violento                                    |
| Paz/seguridad                           | Seguridad ciudadana                         | Homicidios por 100 000 habitantes                  |
| Imperio de la ley                       | Cuerpo legal                                | Ratificación de tratados internacionales           |
| Imperio de la ley                       | Cuerpo legal                                | Protección de los derechos de propiedad            |
| Imperio de la ley                       | Sistema jurídico                            | Independencia                                      |
| Imperio de la ley                       | Sistema jurídico                            | Eficacia                                           |
| Imperio de la ley                       | Sistema jurídico                            | Resolución de disputas contractuales               |
| Imperio de la ley                       | Corrupción                                  | Índice de percepción de corrupción                 |
| Participación política/derechos humanos | Derechos civiles y políticos                | Respeto de los derechos civiles y políticos        |
| Participación política/derechos humanos | Derechos civiles y políticos                | Respeto del derecho a la integridad física         |
| Participación política/derechos humanos | Derechos civiles y políticos                | Libertad de prensa                                 |
| Participación política/derechos humanos | Derechos civiles y políticos                | Violencia contra la prensa                         |
| Participación política/derechos humanos | Participación política                      | Participación en la vida política                  |
| Participación política/derechos humanos | Participación política                      | Pluralismo y elecciones                            |
| Participación política/derechos humanos | Participación política                      | Cultura política                                   |
| Participación política/derechos humanos | Desigualdad de género/discriminación sexual | Derechos políticos de las mujeres                  |
| Participación política/derechos humanos | Desigualdad de género/discriminación sexual | Derechos sociales de las mujeres                   |
| Participación política/derechos humanos | Desigualdad de género/discriminación sexual | Derechos económicos de las mujeres                 |
| Participación política/derechos humanos | Desigualdad de género/discriminación sexual | Ratio de parlamentarios que son mujeres            |
| Desarrollo sostenible                   | Sector económico                            | Producto interior bruto (PIB) per cápita           |
| Desarrollo sostenible                   | Sector económico                            | Índice de crecimiento del PIB                      |
| Desarrollo sostenible                   | Sector económico                            | Inflación                                          |
| Desarrollo sostenible                   | Sector económico                            | Facilidad para empezar un negocio                  |
| Desarrollo sostenible                   | Dimensión social                            | Pobreza/desigualdades (coeficiente de Gini)        |
| Desarrollo sostenible                   | Dimensión social                            | Desempleo                                          |
| Desarrollo sostenible                   | Dimensión social                            | Ratificación de tratados laborales internacionales |
| Desarrollo sostenible                   | Dimensión medioambiental                    | Huella ecológica/biocapacidad                      |
| Desarrollo sostenible                   | Dimensión medioambiental                    | Sostenibilidad medioambiental                      |
| Desarrollo sostenible                   | Dimensión medioambiental                    | Índice de desempeño ambiental                      |
| Desarrollo humano                       | Desarrollo                                  | Desarrollo humano                                  |
| Desarrollo humano                       | Felicidad / bienestar                       | Bienestar subjetivo                                |
| Desarrollo humano                       | Felicidad / bienestar                       | Felicidad                                          |

- El segundo objetivo es motivar a los actores de la gobernanza mundial para que consideren el WGI resultante y la importancia relativa de los diferentes indicadores. Esto les permitiría identificar los indicadores "clave" o "piloto" que asentarán las condiciones para una buena gobernanza mundial y, más importante, garantizarán su sostenibilidad. El objetivo definitivo de este estudio es parte de un proceso a largo plazo. Basándose en la situación descrita por el WGI y en su diagnóstico, los actores a cargo de la gobernanza deberían ser capaces de hacer las preguntas correctas para considerar soluciones.

## Metodología y bases de datos
Los 37 índices que constituyen el WGI se han escalado de cero a uno, de forma similar al Índice de desarrollo humano desarrollado por el Programa de las Naciones Unidas para el Desarrollo (PNUD).
Aunque algunos de los índices utilizados (solo 4 de 37) se obtuvieron de bases de datos que no se habían actualizado desde 2007, el WGI de 2008 refleja no obstante el estado de la gobernanza mundial en 2008.
Los rankings regionales se inspiran en la clasificación del PNUD. Los 179 países analizados en el estudio  —deliberadamente no se incluyeron micro-Estados— se dividieron en 6 subgrupos regionales:
- África
- Unión Europea/Organización para la Cooperación y el Desarrollo Económicos (OCDE)
- Latinoamérica/Caribe
- Asia/Oceanía
- Mundo árabe
- Estados postsoviéticos/Asia Central/Balcanes

En el WGI de 2011 el primer país es Noruega, con 0,844, y el peor, Somalia, con 0,293. El promedio para el mundo es 0,616.

## Evolución del Foro para una Nueva Gobernanza Mundial
El Foro para una Nueva Gobernanza Mundial (Forum for a new World Governance, FnWG) pasó a denominarse Foro Democrático Mundial (World Democratic Forum, WDF) para reforzar la institucionalización de una comunidad mundial. No debe confundirse con el Foro Mundial para la Democracia (World Forum for Democracy) ni con el Foro Social Mundial.